# 藤田怡与蔵
藤田 怡与蔵（ふじた いよぞう、古い文書では「怡與藏」とも、1917年（大正6年）11月2日 - 2006年（平成18年）12月1日）は、天津出身の海軍軍人、日本航空機長。海兵66期。

## 経歴

### 生い立ち
1917年天津で医師の父・藤田語郎と母・怡与子の間に生まれた。小学校卒業後、父の故郷である大分県杵築に移り杵築中学に入学した。

### 軍歴
1935年（昭和10年）4月中学を卒業後、海軍兵学校に入り（66期）1938年（昭和13年）9月卒業した。遠洋航海後、「金剛」乗組み。1939年（昭和14年）11月第33期飛行学生として霞ヶ浦海軍航空隊筑波分遣隊に入隊、後に上司となる飯田房太に鍛えられた。
1940年（昭和15年）6月戦闘機操縦専修課程として大分海軍航空隊に入隊、11月に卒業後もそのまま教官として同航空隊に残った。1941年（昭和16年）4月、実戦部隊である美幌海軍航空隊付となり中国大陸に進出したが、上空哨戒などの地味な任務ばかりで会敵の機会はなかった。
1941年9月、空母「蒼龍」に配属となり、零戦の慣熟・編隊空戦・洋上航法と、対米開戦直前の猛訓練に励んだ。1941年11月18日「蒼龍」は佐伯湾を抜錨、択捉島単冠湾で空母6隻を中心とする第1機動部隊を編成し26日ハワイに向けて出発した。12月8日真珠湾攻撃に、飯田房太大尉率いる第2次攻撃隊制空隊の小隊長として参加。米戦闘機は上がってこなかったので、ベローズ・カネオヘ各飛行場を銃撃した。飯田が自爆戦死した後、中隊を率いての帰路途中P-36の編隊と遭遇、藤田は1機を撃墜し初撃墜を記録した。ハワイからの帰路ウェーク島攻撃に参加。1942年（昭和17年）2月にダーウィン空襲、4月にはインド洋に進出してセイロン沖海戦に参加した。
6月5日のミッドウェー海戦では上空直掩隊として10機を撃墜するなど奮戦するも、味方の対空砲火により被弾してパラシュート降下を余儀なくされ、漂流4時間の後に味方駆逐艦「野分」に救助され九死に一生を得た。撃墜10機は、第二次世界大戦において世界で記録された一日あたりの撃墜数において、8番目の記録である。しかし藤田が漂流中に日本空母4隻は撃破され、海戦は大敗していた。内地帰還後は、敗戦を秘匿するため富高基地に隔離され、その後空母「飛鷹」乗り組みとなった。
「飛鷹」は10月に南方に進出したが、艦の故障のため飛行隊のみラバウルに進出し、ソロモン・東部ニューギニアでの航空戦に従事した。12月初め、「飛鷹」の修理完了にともないトラック島で消耗した隊の再編成にあたったが、翌1943年（昭和18年）2月から4月まで再び飛行隊のみラバウルに進出した。
6月、築城海軍航空隊分隊長、11月には第三〇一海軍航空隊飛行隊長として横須賀に転じた。301空は、新型の局地戦闘機雷電を配備した部隊だったが、雷電は故障が多くまた数も揃わず、搭乗員の練成は進まなかった。1944年（昭和19年）6月、米軍のマリアナ諸島攻撃にともないあ号作戦が発令され、301空は硫黄島に進出する事となったが、雷電は航続距離が短く梅雨前線に阻まれて中々硫黄島まで進出できなかった。やむなく零戦に乗り換えて7月初めに硫黄島に進出したが、3日と4日の米機動部隊の空襲により壊滅した。
内地帰還後、今度は第三四一海軍航空隊戦闘402飛行隊長を命ぜられ、明治基地に着任した。341空も新型戦闘機「紫電」が配備された部隊であったがここでも同じように、エンジントラブルや脚の故障が相次ぎ稼働率は低かった。10月14日、台湾沖航空戦にともない沖縄に進出したが、藤田は機体の故障により引き返した。25日改めて残余の飛行機を率いてルソン島マルコット基地に進出した。進出翌日から連日、制空・直掩・邀撃に追われ、341空の戦力は漸減していった。
1944年10月末、フィリピンで神風特攻隊が開始。341空の岩下邦雄によれば、藤田は「新鋭機だから他と同列にされては困る」と特攻に反対したという。しかし、341空でも藤田の号令で特攻隊員の志願者が募られ、壮行会を開き送り出されている。
1945年（昭和20年）1月7日、藤田ら搭乗員は陸路ルソン島北部のツゲガラオに転進し、そこから輸送機で台湾に撤退した。内地帰還後は、短期間343空に籍を置いたのち、601空に転じた。5月筑波空福知山分遣隊に移動となり、この地で終戦を迎えた。最終階級は海軍少佐。生涯撃墜機数は39機、不確実を加えると約50機という。

### 戦後
戦後、公職追放令によりトラック運転手など職を転々とした。1952年（昭和27年）に日本航空に入り旅客機の訓練後、ダグラスDC-4やDC-6、DC-8などのパイロットとして活躍、安部譲二や深田祐介などと乗務を共にした。日本航空が導入したボーイング747の初代機長 である。その後もボーイング747型の機長を務め、1977年（昭和52年）11月に退職するまで生涯総飛行時間18,030時間を数えた。
退職後「零戦搭乗員会」（現在は「零戦の会」）代表世話人を務めた。

### 死去
2006年（平成18年）12月1日、肺癌のため89歳で死去。

## 著書
- 藤田怡与蔵ほか『証言・真珠湾攻撃 : 私は歴史的瞬間をこの眼で見た!』光人社、1991年。